# 龙湾村
龙湾村，位于市桥街道西南8公里，属沙湾镇。宋代山东大主考冯爵荣公调任广东“通判”，来此巡视。他认为本地风水很好，遂把全家迁此落户，并把村名改为“龙湾”。房屋多为砖混结构，呈块状聚落。农业主种水稻、甘蔗。有公路通沙湾镇及城区。